# Großkammerherr von Frankreich
Der Großkammerherr von Frankreich (französisch Grand chambellan de France) war eines der ältesten Großkronämter des monarchischen Frankreichs im Mittelalter. Während des 16. Jahrhunderts übernahm es die zusätzlichen Funktionen des aufgehobenen Amtes des Großkämmerers von Frankreich (Grand chambrier de France) und war im Ancien Régime eines der mächtigsten Ämter. Es war ebenfalls ein Kronamt, dessen Amtsinhaber bei Amtseinführung einen erblichen Adelstitel ersten Grades (Adelung durch ein Staatsamt) erhielt.
Der Großkammerherr hatte zunächst die Oberaufsicht über die königlichen Gemächer (Schlafgemach und Garderobe des Monarchen). Er hatte uneingeschränkten und dauernden Zugang zum König und war Vertrauter der königlichen Räte. Mit der Übernahme der zusätzlichen Funktionen des Großkämmereramtes unterschrieb er wichtige Urkunden und Briefe des Königs und war Bewahrer des Geheimen Staatssiegels (Siegelbewahrer von Frankreich (Garde des sceaux de France)) und des Kammersiegels. Er war Richter innerhalb der von den Pair von Frankreich gestellten Gerichtsversammlungen und saß zu Füßen des Königs, wenn ein Bett der Justiz einberufen wurde. Beim Empfang der Botschafter oblag ihm der zweithöchste Rang. Er war persönlicher Kammerdiener des Königs und servierte ihm persönlich an der königlichen Tafel. Als Zeichen seines Amtes trug er einen goldenen Schlüssel. Sein Wappen wies als Insigne der Großkammerherrenwürde zwei Schlüssel in Gold auf. Eine besondere Rolle kam ihm bei der Begehung des Krönungstages zu, an dem er den Empfang der Pairs von Frankreich in den Gemächern des Königs zelebrierte.
Seit der zweiten Hälfte des 16. Jahrhunderts war das Amt zunächst von Angehörigen der Familie Orléans-Longueville bekleidet, bis 1664 durch das Haus Guise und später bis zur Französischen Revolution durch ein Mitglied der Familie La Tour d’Auvergne-Bouillon. Charles-Maurice de Talleyrand-Périgord war in der Zeit der Restauration der letzte dieses Amtes.

## Liste der Großkammerherren
- Renaud (de Clermont), 1048/98 bezeugt (Haus Clermont)
- Galéran, 1085 Blanchard Silvanectis (de Senlis) genannt, 1061/72, 1075/86 und 1104/06 Großkammerherr von Frankreich (Haus Clermont)
- Guy Silvanectensis, 1121 Grand Chambellan (Haus Clermont)
- Gauthier I. de Villebéon (* um 1130; † 1205) (Le Riche)
- Gauthier II. de Villebéon († 1219) (Le Riche)
- Adam de Villebéon († 1235) (Le Riche)
- Mathieu IV. de Montmorency, Admiral und 1296 Großkammerherr (Stammliste der Montmorency)
- Raoul II. de Clermont (X 1302), später Connétable von Frankreich
- Jean II. de Melun, 1329 Grand Chambellan[1]
- Jean III. de Melun; † 1382
- Georges de La Trémoille (* um 1382; † 1446), 1427–1433
- Jean d’Orléans, Graf von Dunois (* 1402; † 1468), ab 1439 (Haus Valois-Orléans und Haus Orléans-Longueville)
- Jean d’Allonville
- François I. d’Orléans-Longueville (* 1447; † 1491), Graf von Dunois, Longueville, Tancarville und Montgommery, bis 1486 (Haus Orléans-Longueville)
- René de Lorraine (* 1451; † 1508), Herzog von Lothringen, ab 1486
- Philipp von Hachberg-Sausenberg (* 1454; † 1503), Markgraf von Hachberg-Sausenberg und Graf von Neuchâtel, 1491/1492[2]
- François II. d’Orléans-Longueville (* 1478; † 1513), Herzog von Longueville, 1504–1512
- Louis I. d’Orléans-Longueville, Herzog von Longueville († 1516), 1512–1516
- Claude d’Orléans-Longueville, Herzog von Longueville († 1525), 1519–1524
- Louis II. d’Orléans-Longueville, Herzog von Longueville (* 1510; † 1537). 1524–1537
- François III. d’Orléans-Longueville, Herzog von Longueville († 1551), vermutlich 1537–1551
- François de Lorraine, Herzog von Guise (* 1519; † 1563), 1551–1562
- Charles de Lorraine, Herzog von Mayenne (* 1554; † 1611), 1562–1589
- Henri d’Orléans, Herzog von Longueville (* 1568; † 1595), bis 1595
- Henri de Lorraine, Herzog von Mayenne (* 1578; † 1621). 1596–1621
- Claude de Lorraine, Herzog von Chevreuse (* 1578; † 1657), 1621–1643
- Louis de Lorraine, Herzog von Joyeuse (* 1622; † 1654), 1643–1654
- Henri II. de Lorraine, Herzog von Guise (* 1614; † 1664), 1655–1658
- Godefroy Maurice de La Tour d’Auvergne, Herzog von Bouillon (* 1641; † 1721), 1658–1715
- Emmanuel Théodose de La Tour d’Auvergne, Herzog von Bouillon (* 1668; † 1730), 1715–1728
- Charles Godefroi de La Tour d’Auvergne, Herzog von Bouillon (* 1706; † 1771). 1728–1747
- Godefroi Charles Henri de La Tour d’Auvergne, Herzog von Bouillon (* 1728; † 1792), 1747–1775
- Henri Louis Marie de Rohan, Herzog von Montbazon (* 1745; † 1809), 1775–1790
- Charles-Maurice de Talleyrand-Périgord (* 1754; † 1838), 1815–1830